# 1905 en Inde
Chronologie de l'Inde
- 1901
- 1902
- 1903
- 1904
- 1905
- 1906
- 1907
- 1908
- 1909

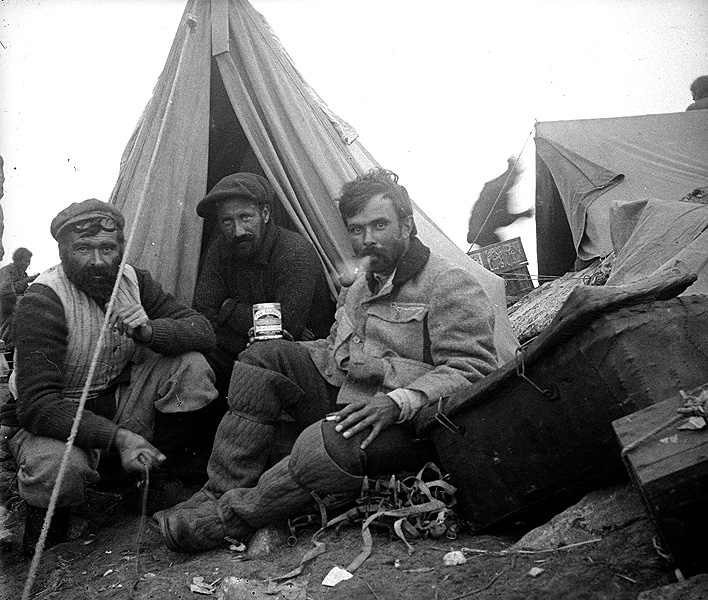
Expédition du Kanchenjunga (4 septembre).

Cette page concerne les évènements survenus en 1905 en Inde  :

## Évènement
- Affaire Caucus (en), une affaire judiciaire traitée par la Haute Cour de Bombay.
- 4 avril : Séisme de Kangra (bilan : 100 000 bâtiments détruits, au moins 20 000 morts).
- 19 juillet : Annonce de la partition du Bengale (entrée en vigueur : 16 octobre 1905).
- 4 septembre : Expédition du Kanchenjunga

## Littérature
- Bhawani Mandir (en), pamphlet politique rédigé anonymement par le nationaliste indien Aurobindo Ghose. Créé au moment de la partition du Bengale et rédigé pendant la carrière d'Aurobindo au service de l'État de Baroda, le pamphlet appelle ostensiblement à la création d'un ordre de moines qui construiraient un temple à la déesse mère hindoue Bhawani (ou Shakti), censée représenter la nation indienne, et se consacreraient au service en son nom.

## Création
- Bibliothèque publique Maharaja Harendra Kishore (en)
- Indian Police Service
- Université médicale Chhatrapati Shahuji Maharaj

## Naissance
- Bhudo Advani (en), acteur.
- Mulk Raj Anand, écrivain.
- Malati Bedekar (en), écrivaine et féministe.
- Dhyan Chand, joueur de hockey sur gazon.
- Rashid Jahan, écrivaine.
- Kushal Konwar (en), combattant pour la liberté.
- Jainendra Kumar (en), romancier.
- Pankaj Mullick (en), chanteur.
- Brahmarishi Hussain Sha (en), septième dirigeant de la congrégation Sri Viswa Viznana Vidya Adhyatmika Peetham.

## Décès
- Protap Chunder Mozoomdar (en), écrivain et dirigeant du Brahmo Samaj.
- Debendranath Tagore, philosophe et fondateur d'une branche du Brahmo Samaj.